# Blåstrømpe (tidsskrift)
Blåstrømpe (japansk: 青鞜, Seitō) var et japansk feministisk tidsskrift grundlagt i 1911 af de fem kvinder Raichō Hiratsuka, Yasumochi Yoshiko, Mozume Kazuko, Kiuchi Teiko og Nakano Hatsuko, alle med til at grundlægge Blåstrømpe-foreningen (青鞜社 Seitō-sha). Første nummer udkom i september 1911.
Bladet havde i begyndelsen fokus på kvindelitteratur, men ændre sig til mere og mere at have indlæg om kvindefrigørelse. Dette gjorde, at bladet flere gange blev blokeret af censuren, og også adfærden hos de centrale kvinder bag bladet vakte forargelse i tiden. I takt med faldende oplagstal blev det sidste nummer udsendt i februar 1916.
| Bog | Spire Denne artikel om bøger og tidsskrifter er en spire som bør udbygges. Du er velkommen til at hjælpe Wikipedia ved at udvide den. |